# Judea Pearl

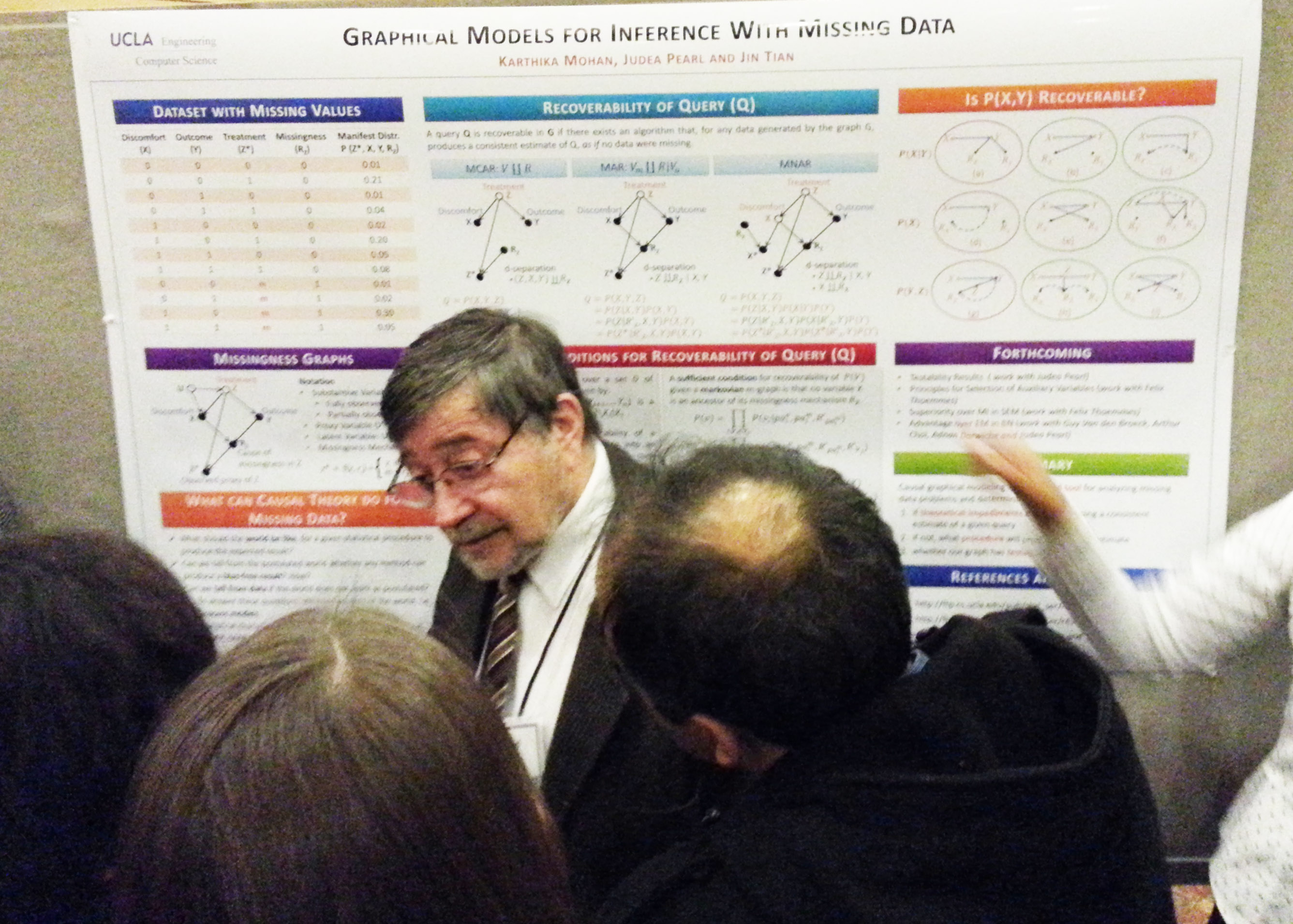
Judea Pearl (2013)

Judea Pearl (* 4. September 1936 in Tel Aviv) ist ein US-amerikanischer Informatiker und Philosoph, der sich mit künstlicher Intelligenz beschäftigt.

## Leben
Pearl studierte am Technion (Bachelor in Elektrotechnik 1960), am Newark College of Engineering (Master-Abschluss 1961), an der Rutgers University (Master-Abschluss 1965) und am Polytechnic Institute of Brooklyn, wo er 1965 in Elektrotechnik promoviert wurde.
Noch während des Studiums war er 1960/61 Forschungsengineer an der Medical School der New York University und 1961 bis 1965 als Ingenieur an den RCA Research Laboratories, deren Outstanding Achievement Award er 1963 erhielt. 1966 bis 1969 war er Direktor für Advanced Memory Devices bei Electronic Memories Inc. in Kalifornien. Ab 1969 war er Assistant Professor und ab 1976 Professor am Cognitive Systems Laboratory der University of California, Los Angeles (UCLA). Seit 1978 war er Principal Investigator am Cognitive Systems Lab der UCLA und zurzeit dessen Direktor.
1973 bis 1983 war er Berater der RAND Corporation, 1976 bis 1979 Berater von Perceptronics Inc., 1986 bis 1988 bei Hughes Aircraft und 1974 bis 1976 Berater des Jet Propulsion Laboratory.
Pearl ist einer der Pioniere von Bayesschen Netzen und dem stochastischen Zugang zur künstlichen Intelligenz. Er befasst sich mit kausalen Modellen in den empirischen Wissenschaften. Seinen Kausaldiagrammen wird eine bedeutende Rolle bei der Zusammenführung widersprüchlicher Informationen zugesprochen, weshalb sie unter anderem bei der Herleitung formalisierbarer physikalischer Gesetzmäßigkeiten aus Beobachtungsdaten durch Max Tegmarks AI Feynman herangezogen werden.

## Auszeichnungen
Für seine mathematische Präzisierung des Kausalitätskonzepts mit Anwendungen zum Beispiel in Sozialwissenschaften, Kognitionswissenschaft und Medizin erhielt er 2001 den Lakatos-Preis für Wissenschaftsphilosophie (Lakatos Award).
2011 erhielt er den Rumelhart-Preis, den Harvey-Preis und mit dem Turing Award die höchste Auszeichnung der Informatik. 2007 wurde er Ehrendoktor der University of Toronto. 2012 wurde er in die American Academy of Arts and Sciences gewählt, 2014 in die National Academy of Sciences und 2025 zum Auswärtigen Mitglied der Royal Society. 1999 erhielt er den IJCAI Award for Research Excellence. Für 2015 wurde ihm der Dickson Prize in Science zugesprochen. 2021 wurde er mit dem BBVA Foundation Frontiers of Knowledge Award in der Kategorie „Informatik“ ausgezeichnet.
Er ist Fellow des IEEE und der American Association of Artificial Intelligence sowie der National Academy of Engineering.

## Familie
Er ist der Vater des in Pakistan ermordeten Journalisten Daniel Pearl.

## Schriften
- Heuristics. Addison-Wesley, 1984
- Probabilistic Reasoning in Intelligent Systems. Morgan-Kaufmann, 1988
- Causality: Models, Reasoning, and Inference. Cambridge University Press, 2000 (Webseite zum Buch).
- I Am Jewish: Personal Reflections Inspired by the Last Words of Daniel Pearl. Jewish Lights, 2004.
- Causal Inference in Statistics – A Primer. Wiley, 2016, ISBN 1-119-18684-6.
- mit Dana MacKenzie: The Book of Why : The New Science of Cause and Effect. Basic Books, 2018, ISBN 0-465-09760-X.